# Amphilepis guerini
Amphilepis guerini is een slangster uit de familie Amphilepididae.
De wetenschappelijke naam van de soort werd in 1978 gepubliceerd door Gustave Cherbonnier & Alain Guille.